# Ghiacciaio Traub
Il ghiacciaio Traub è un ghiacciaio lungo circa 4,0 km e largo circa 2,5, situato sull'isola Greenwich, nelle isole Shetland Meridionali, un arcipelago antartico situato poco a nord della Penisola Antartica. Il ghiacciaio si trova in particolare nella regione centro settentrionale dell'isola, dove fluisce verso est a partire dal versante sud-orientale del monte Osorno fino ad entrare nella parte sud-occidentale della baia Discovery.

## Storia
Il ghiacciaio Traub è stato così battezzato dai membri della prima spedizione antartica cilena, condotta nel 1947 al comando del commodoro Federico Guesalaga Toro, in onore del tenente Norberto Traub, uno dei membri della spedizione.